# Santiago Andrade
Santiago Andrade (San Juan, 1846 - 22 de agosto de 1891) fue un precursor del cooperativismo de Puerto Rico.

## Biografía
Santiago Andrade es considerado el Padre del cooperativismo puertorriqueño. Hijo de Manuel Andrade y María Caballero y casado con Luisa Tomás. Ejerció la carpintería como profesión formal. Era un hombre reformista por su visión de transformar los entornos y el derecho de las comunidades con las que trabajaba. Su mausoleo se encuentra en el cementerio del viejo San Juan en San Juan, Puerto Rico.

## Legado cooperativista

### Marco histórico
Anterior al 1873 una de las instancias precedentes del sentido cooperador en Puerto Rico lo fue la Sociedad Económica Amigos del País en 1813, la cual se dedicó al fomento del comercio y la educación.  Esta sociedad, auspició el primer periódico especializado en la divulgación de información económica: el Diario Económico.  A lo largo del siglo XIX se constituyeron diferentes juntas integradas por campesinos que trabajaban en común la recolección de cosechas, el arreglo de caminos y la construcción de iglesias.  Era una gestión colectiva, pero no remunerada.
Para 1873 ocurren dos acontecimientos muy importantes en Puerto Rico, la abolición de la esclavitud y la derogación del sistema que obligaba a los jornaleros a registrarse en una libreta con información personal, para poder conseguir empleo.  El ser encontrado sin la libreta, constituía un delito que se pagaba con trabajo público a mitad de jornal.  En este año se logran gestar organizaciones como gremios obreros y sociedades benéficas y educativas.  Es entonces en este nuevo contexto legal, que se permite, un tercer acontecimiento de gran significado para el cooperativismo puertorriqueño: el primer intento de organización cooperativa con la sociedad de socorros mutuos, Los Amigos del Bien Público.

### Labor cooperativa
En 1872, junto a don Juan Tinajero, Santiago Andrade fundó el Círculo de Beneficencia y Recreo de Artesanos en San Juan, dedicado al recreo y a los socorros mutuos de los asociados. Sin embargo, no fue hasta el año 1873 que fundó, la más importante de sus empresas, La sociedad de socorros mutuos Los amigos del bien público. Esta cooperativa, marcó el comienzo del cooperativismo puertorriqueño a finales del siglo XIX. En esta cooperativa se ofrecían servicios de salud, atención de enfermería para los obreros, a las viudas de estos y a los huérfanos. Para el año 1893, proveía crédito a sus socios.  De esta actividad se gestó en el año 1894 una cooperativa llamada, El Ahorro Colectivo. Esta cooperativa representaba una visión integrada de organización cooperativa, integró diversas gestiones empresariales en una misma entidad.  Para 1896 contaba con una tienda de provisiones, un almacén y una panadería sumadas a la gestión de ahorro y crédito.  Uno de sus fundadores fue el médico y líder político José Celso Barbosa (1857-1921).  Barbosa, identificó a Santiago Andrade como el primer factor en la evolución del espíritu de asociación entre la clase obrera y lo describió como un “obrero modesto, oscuro, pobre, pero de inteligencia clara, de generoso anhelo, de voluntad perseverante y de influencia entre la clase obrera…”. 
La sociedad de socorros mutuos Los amigos del bien público existió hasta 1958. Santiago Andrade no tuvo la oportunidad de ver realizada por completo la primera cooperativa organizada de Puerto Rico, sin embargo, para la cultura cooperativista puertorriqueña, es de suma importancia su gestión.